# Керменчик
Керменчи́к (до 18 лютого 2016 року — Октя́брське) — селище Старомлинівської сільської громади Волноваського району Донецької області України.

## Історія

### Довоєнні роки
Селище засноване у 1926 році кількома жителями з села Старий Керменчик (нині Старомлинівка) до яких доєдналися деякі жителі прилеглих сіл. Хутір вирішили назвати «Октябрський» у честь жовтневих свят, які проходили в період заснування хутора. Першопочатково Октябрський був хутором, а не селом, але вже 1930-32 роках тут налічувалось 60 хат. У 1934 році в селі з'явилася перша школа в приміщенні тконтори й була для трьох класів. Перші будинки були побудовані з саману та покриті очеретом, а дах — з соломи. У 1935 році було побудовано перших 9 кам'яних будинків.

### Післявоєнні роки
Після війни до хутора прибуло багато людей з навколишніх сіл таких як Времівка, Новопетриківка та із Заходу України. У 1962 році було зорганізувано сільську раду й відповідно підтверджено існування Октябрського вже як селища, а не як хутора. Новою сільської ради став Тихонов Михайло, який був завідуючим відділах культури у селі. Селу віддали у підпорядкування села Новодонецьке та Новомайорське, а площа землі для обробки у селищній раді складала 11,5 тисяч гектарів.
Селище відновлювалося та розвивалося. У Октябрському було зведено 2 готелі, дитячий садок, більша школа, нова будівля для пошти, була відкрита АТС.У 1977 році був відкритий будинок культури, а у 1978 сільську раду перевели у нову будівлю.
В період 1966-75 в селищі збільшилася вдвічі кількість будинків і з'явилося дві нових вулиць.

### Сьогодення
У 2016 після прийняття закону про декомунізацію селище змінило назву з «Октябрське» на «Керменчик» на логічно-історичному підґрунті.

## Населення
За даними перепису 2001 року населення селища становило 1110 осіб, із них 66,04 % зазначили рідною мову українську, 33,87 % — російську та 0,09 % — грецьку мову.

## Загальні відомості
Відстань до райцентру становить близько 31 км і проходить переважно автошляхом Т 0509.